# 大阪市立大江小学校
大阪市立大江小学校（おおさかしりつ おおえ しょうがっこう）は、大阪市天王寺区にある公立小学校。
1874年に当時の東成郡天王寺村に開設された学校を起源としている。天王寺区ではもっとも歴史の古い学校の一つである。現在の大阪市立天王寺小学校とは起源を同じくし、1903年に天王寺・大江の2校に分離した。

## 沿革
明治時代初期の学制発布により、当時の東成郡天王寺村烏橋に1874年6月2日、第五大区一小区一番小学校が開校した。この時に開校した一番小学校が、大江小学校の起源となる。学校の場所は四天王寺庚申堂の西側付近と推定されているが、正確な位置は明らかではない。
1890年には四天王寺より学校用地700坪の寄付を受け、1891年7月には現在地に移転している。
1897年4月1日の大阪市第一次市域拡張により、天王寺村のうち大阪鉄道より北部・西部については大阪市に編入合併されることになった。これに伴い大阪市天王寺尋常高等小学校へと改称した。
天王寺尋常高等小学校は1903年9月2日、同一敷地内で大阪市天王寺第一尋常高等小学校（現在の大阪市立天王寺小学校）と大阪市天王寺第二尋常小学校（現在の大阪市立大江小学校）の2校へ分離した。敷地の共用は20年近く続き、天王寺第一小学校は1920年4月に現在地に移転している。
1909年には大阪市天王寺第四尋常小学校（現在の大阪市立聖和小学校）が開校したことに伴い、校区の一部を天王寺第四小学校校区へと変更した。また1920年には天王寺第六尋常小学校（のちの桃丘国民学校）の開校に伴い校区の一部を天王寺第六小学校校区へ変更している。
天王寺地域では1939年、従来の「天王寺＋創立順の番号」での学校名をやめ、所在地の地名などに基づく学校名へと一斉に改称することにした。これに伴い大阪市大江尋常高等小学校へと改称している。
1941年には国民学校令により、大阪市大江国民学校へと改称した。太平洋戦争の影響で大阪市の国民学校では学童集団疎開を実施することになり、大江国民学校でも1944年以降大阪府中河内郡縄手村・英田村（現在の東大阪市東部）へと疎開を実施した。さらに1945年には、島根県飯石郡三刀屋町（現在の雲南市）への再疎開を実施している。
太平洋戦争の戦災により、終戦直後の1946年には、現在の上本町9丁目付近にあった上本町国民学校（東平野第三尋常小学校）を統合した。1945年3月13日の第一次大阪大空襲で校舎を全焼した。
学制改革により、1947年に大阪市立大江小学校へと改称している。

### 年表
- 1874年6月2日 - 第五大区一小区一番小学校として、当時の東成郡天王寺村に開校。
- 1878年 - 天王寺小学校と改称。
- 1879年 - 東成郡模範学校に指定される。
- 1886年 - 小学校令により、東成郡天王寺尋常小学校と改称。
- 1890年 - 当時の天王寺村にあった谷町尋常小学校を合併。四天王寺より学校用地700坪の寄付を受ける（現在地）。
- 1891年 - 現在地に移転。高等科を併設し、東成郡天王寺尋常高等小学校に改称。
- 1897年 - 天王寺村の北部が大阪市に分割編入されたことに伴い、大阪市天王寺尋常小学校と改称。
- 1903年9月 - 天王寺尋常小学校が、大阪市天王寺第一尋常小学校（現・大阪市立天王寺小学校）と大阪市天王寺第二尋常高等小学校（当校）の2校に分離。
- 1909年10月14日 - 大阪市天王寺第四尋常小学校（現在の大阪市立聖和小学校）の開校に伴い校区縮小。
- 1920年5月26日 - 大阪市天王寺第六尋常小学校の開校に伴い校区縮小。
- 1923年4月1日 - 大阪市東平野第三尋常小学校が開校。
- 1939年4月1日 - 大阪市大江尋常高等小学校と改称。
- 1941年4月1日 - 国民学校令により、大阪市大江国民学校と改称。東平野第三校は上本町国民学校となる。
- 1944年 - 大江校は中河内郡縄手村・英田村（現在の東大阪市東部）、上本町校は中河内郡八尾村（現在の八尾市）に集団疎開。
- 1945年 - 大江校は島根県飯石郡三刀屋町（現在の雲南市）、上本町校は島根県飯石郡東須佐村（現在の出雲市）に再疎開。
- 1946年 - 上本町国民学校を廃校。大江国民学校に統合。
- 1947年4月1日 - 学制改革により、大阪市立大江小学校と改称。
- 1993年3月6日 - ネパール視察団が来校。
- 2002年4月 - 文部科学省の「学力向上フロンティア事業」研究校、大阪市教育委員会の算数科教育研究校に、それぞれ指定される。
- 2002年 - 韓国教育視察団が来校。

## 通学区域
- 大阪市天王寺区 夕陽丘町、伶人町、六万体町、四天王寺1丁目、四天王寺2丁目（一部）、勝山1丁目（一部）、上汐5丁目（一部）、上汐6丁目、逢坂1丁目、下寺町1丁目（一部）、下寺町2丁目、上本町8丁目（一部）、上本町9丁目（一部）、生玉前町（一部）、生玉寺町

卒業生は基本的に大阪市立天王寺中学校へ進学する。

## 出身者
大江小学校出身者
- 谷沢永一 - 文芸評論家

旧・東平野第三小学校（上本町国民学校）出身者
- 実川延若 - 歌舞伎役者
- 大塚邦彦 - 実業家、元ハウス食品社長
- 蜂屋慶 - 教育学者
- 蜂屋正秋 - 教育学者
- 辻合喜代太郎 - 染色研究家、元同校教員
- 東武 - 元河内長野市長、元同校教員
- 小林菊次郎 - 大鉄工業学校（現・阪南大学高等学校）創設者、元同校教員

## 交通
- 地下鉄谷町線 四天王寺前夕陽ヶ丘駅下車、南へ約100m。